# 尼泊尔驻华大使馆
尼泊尔驻华大使馆，是尼泊尔在中华人民共和国的最高外交代表机构。馆址位于中国北京市朝阳区三里屯路西6街1号。

## 历史沿革
1955年8月1日，尼泊尔和中华人民共和国建交。1961年9月，尼泊尔在北京设立驻华大使馆。